# Bragasellus bragai
Bragasellus bragai är en kräftdjursart som beskrevs av Henry och Guy Magniez 1988. Bragasellus bragai ingår i släktet Bragasellus och familjen sötvattensgråsuggor. Inga underarter finns listade i Catalogue of Life.